# Murcia tepetlensis
Murcia tepetlensis är en kvalsterart som först beskrevs av Palacios-Vargas och Norton 1984.  Murcia tepetlensis ingår i släktet Murcia och familjen Ceratozetidae. Inga underarter finns listade i Catalogue of Life.